# Système d'arme rapproché

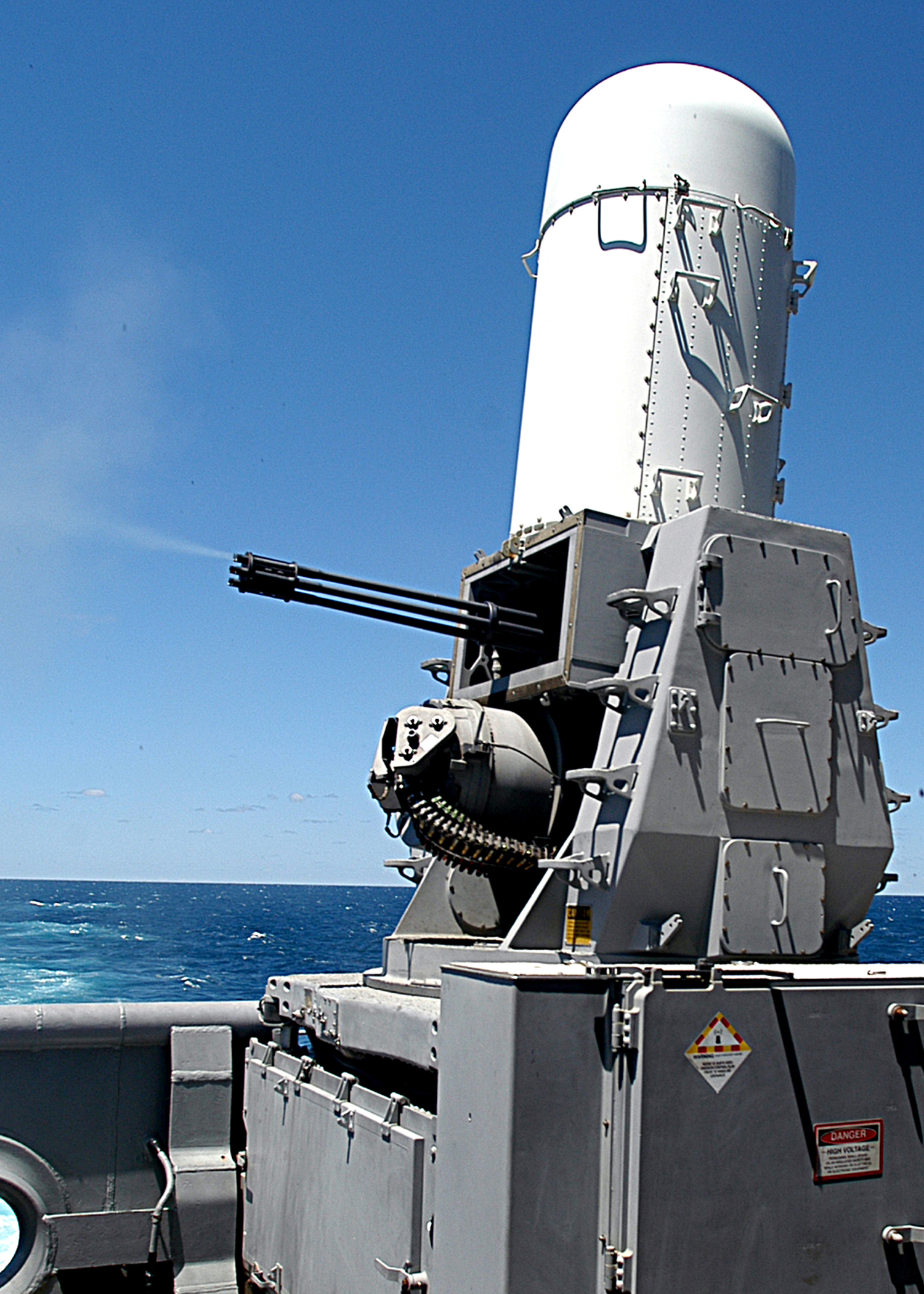
Phalanx CIWS, l'un des CIWS les plus répandus.

Un système d'armes rapproché (en anglais : close-in weapon system, CIWS) est un canon antiaérien détectant et engageant à courte portée des missiles, des avions ou des drones. D'abord développé pour un usage navalisé à partir des années 1960 avant de se généraliser à partir des années 1980, ce type d'arme a ensuite été adapté aux besoins terrestres dans les années 2000 pour, entre autres, intercepter des roquettes voire des obus. Il comprend généralement une combinaison de radars, d'ordinateurs et de canons rotatifs.
Typiquement, cette arme est ajoutée aux défenses d'un navire.

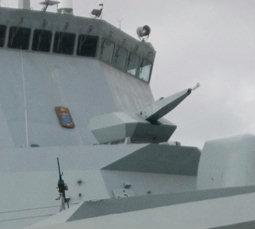
Oerlikon Millennium, tirant la munition AHEAD.
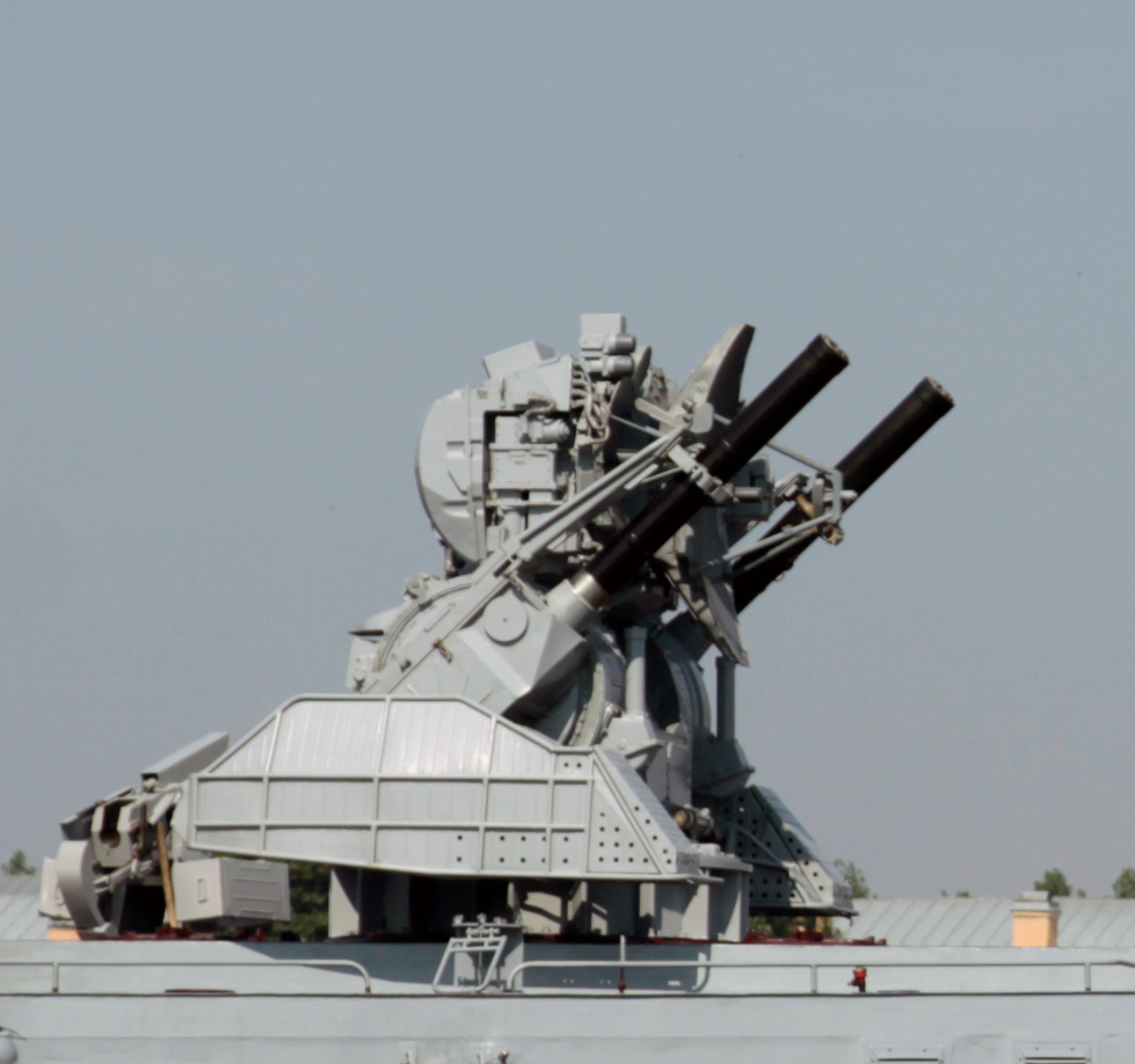
Kashtan CIWS.
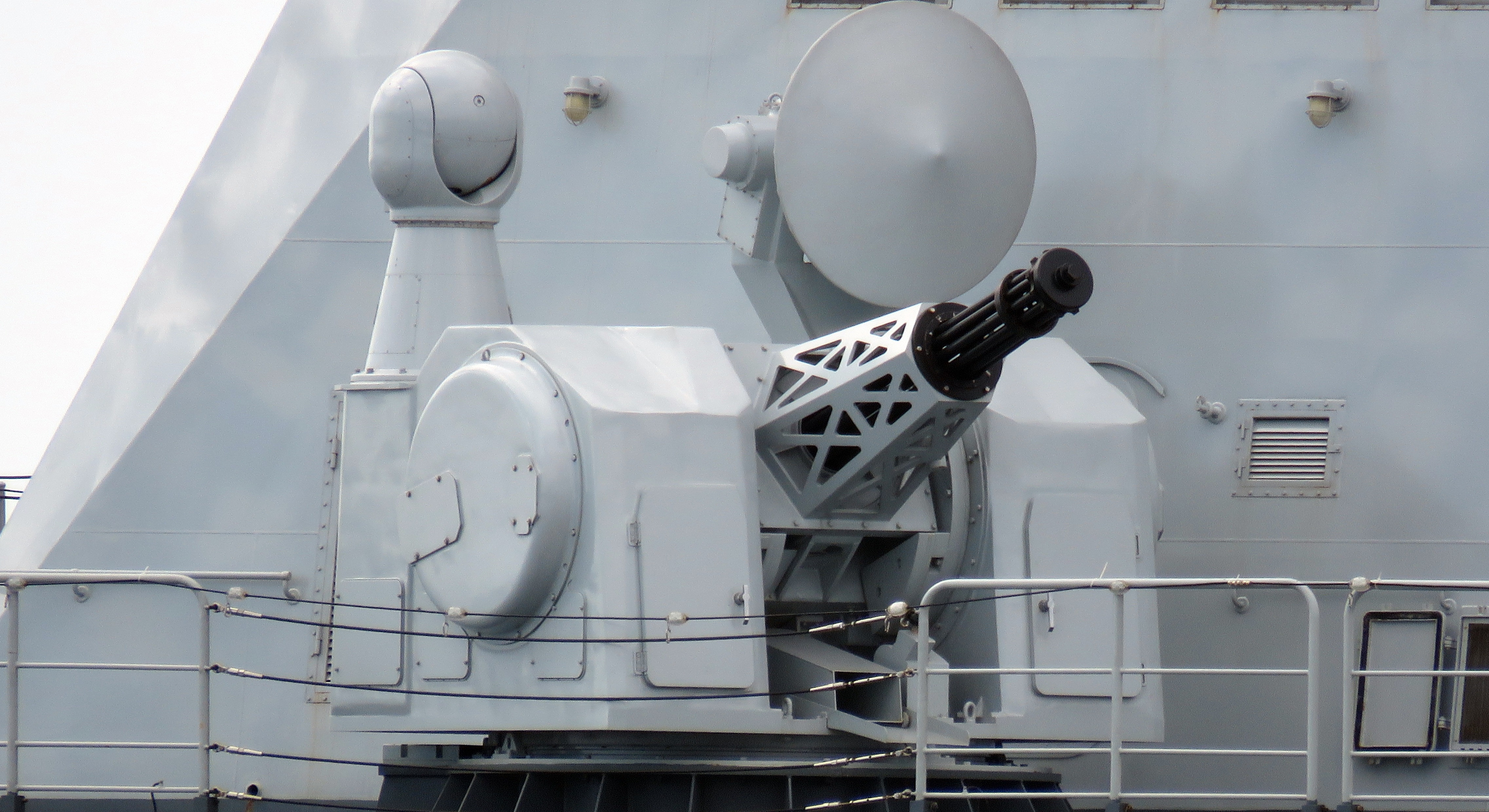
Type 730 CIWS.
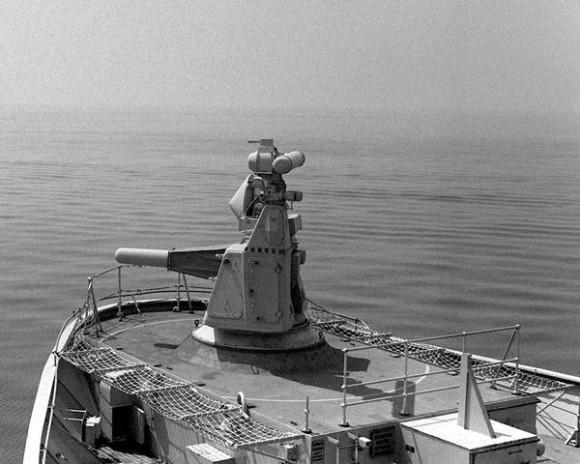
Goalkeeper CIWS.
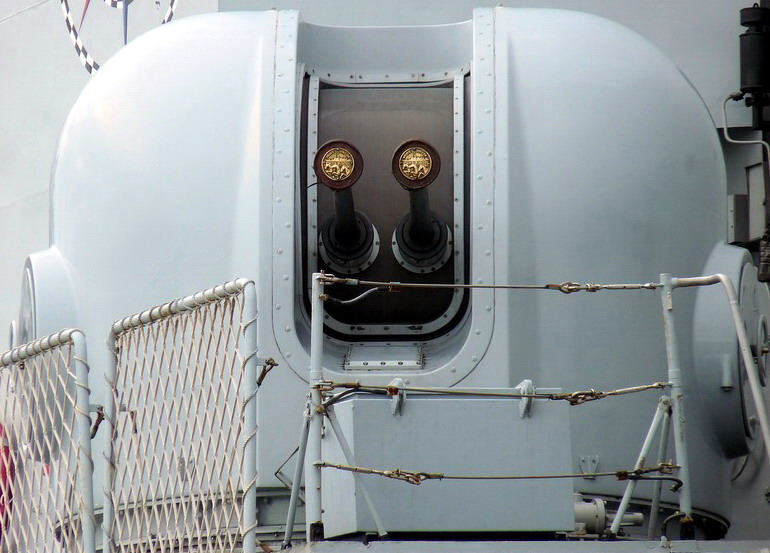
DARDO.
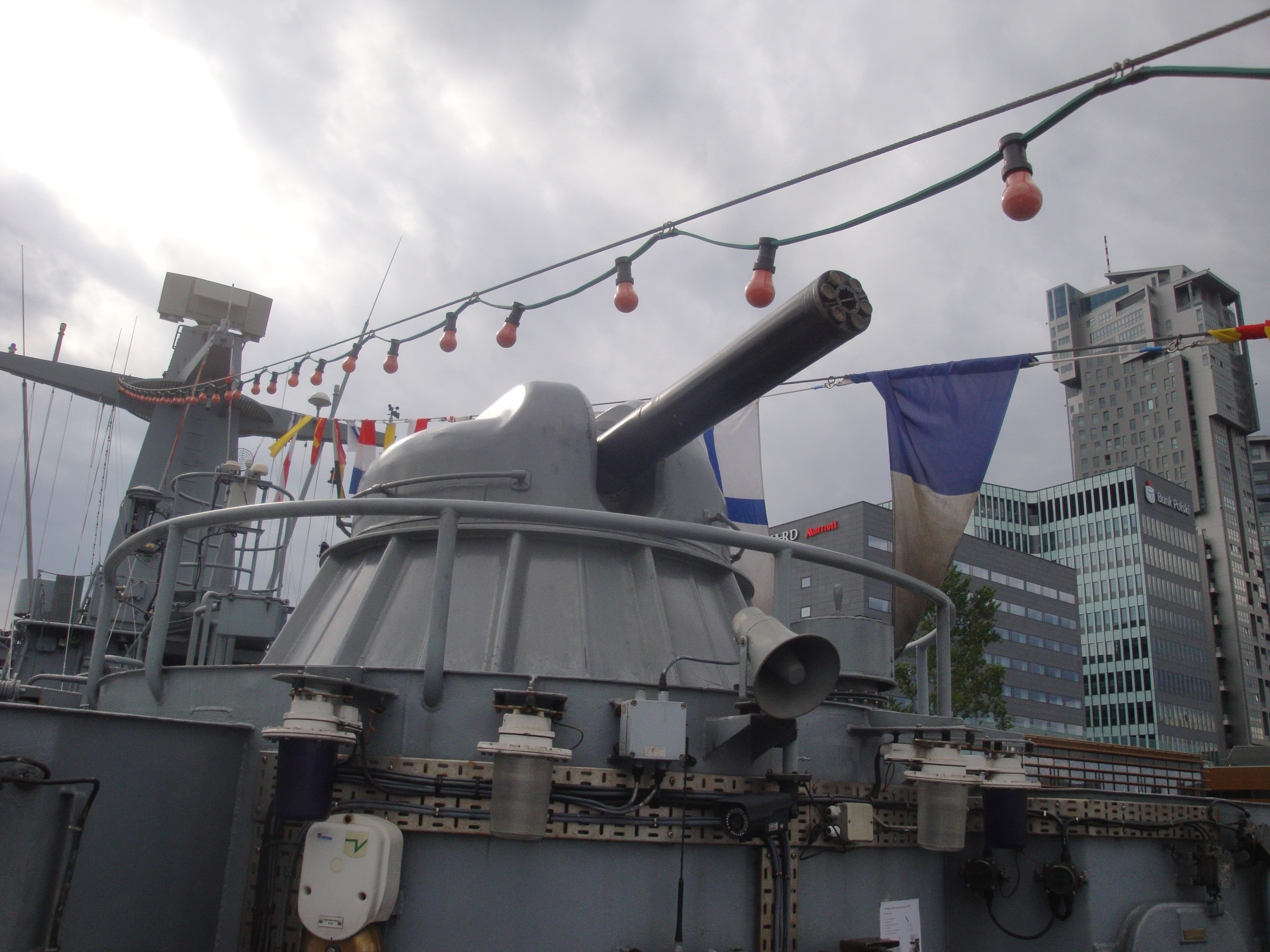
AK-630